# Special atomic demolition munition

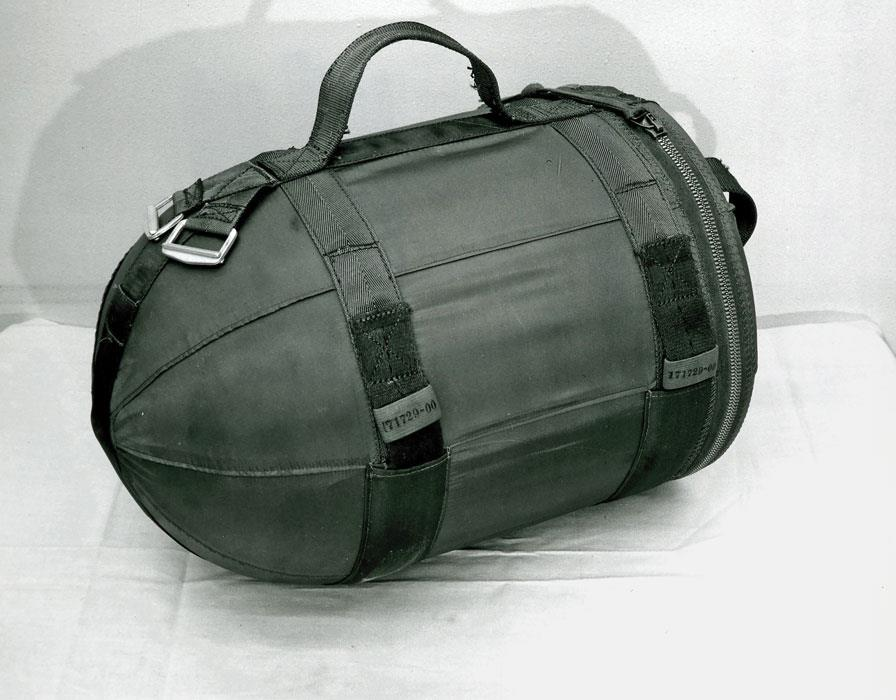
SADM đựng trong túi

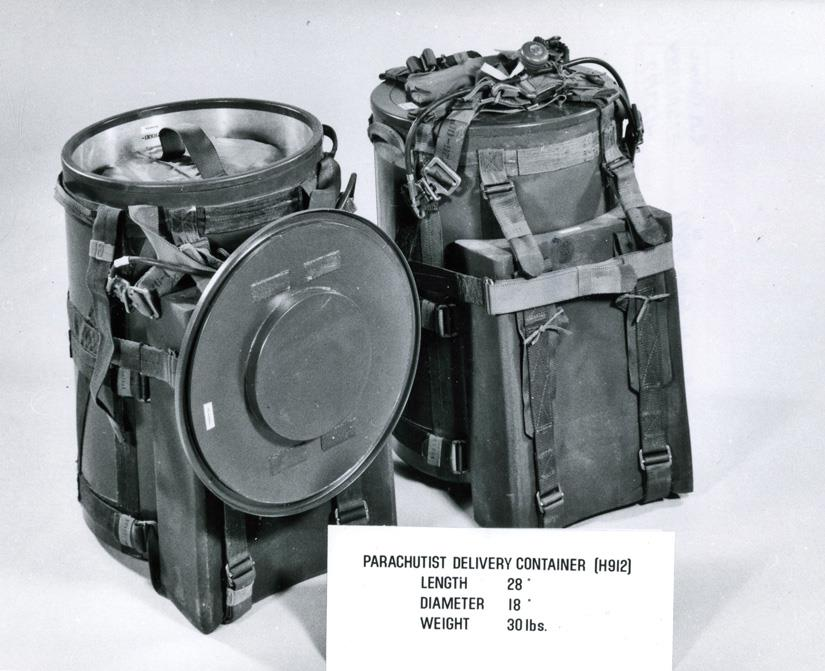
Ba lô phần cứng SADM

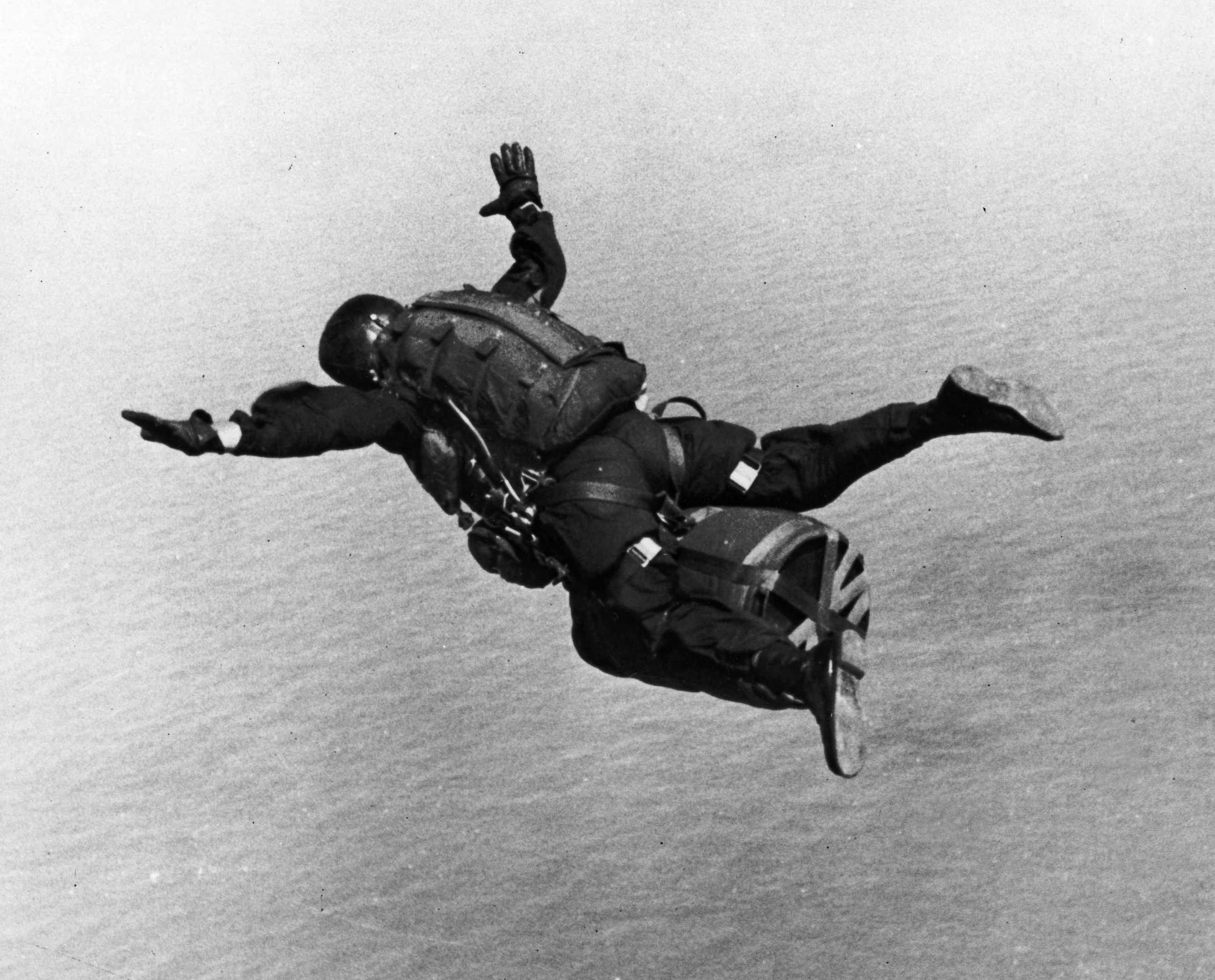
Lính dù đặc nhiệm của quân đội Mỹ nhảy dù từ máy bay với thiết bị MK-54 SADM

Special Atomic Demolition Munition (SADM), hay còn có tên ký hiệu XM129, XM159 Atomic Demolition Charges, bom B54 là một hệ thống kích nổ vũ khí hạt nhân cá nhân mang vác (atomic demolition munition (ADM)) được triển khai bởi quân đội Mỹ từ những năm 1960s đến những năm 1980s nhưng chưa từng được sử dụng trong thực tế.

## Lịch sử và thiết kế
Vào thời điểm loại vũ khí này được phát triển, quân đội Mỹ đang có trong trang bị loại vũ khí kích nổ hạt nhân Atomic Demolition Munition (ADM) là T-4 Atomic Demolition Munition. Việc triển khai loại vũ khí này đòi hỏi 4 người, mỗi người sẽ mang một thành phần của vũ khí, nặng 40 pound (18 kg).
Việc phát triển bắt đầu từ tháng Sáu năm 1960 và nguyên mẫu Mark 54 Mod 0 (B54-0) được đưa vào sản xuất tháng 4 năm 1963. Việc sản xuất phiên bản B54 Mod 1 SADM bắt đầu vào tháng Tám năm 1964. Vũ khí có đường kính 12 inch (305 mm), dài 18 inch (457 mm), và trọng lượng 58,5 pound (26,5 kg). Vũ khí bao gồm đầu đạn, ngòi nổ và hệ thống kích nổ với đồng hồ cài đặt giờ nổ, vỏ được hàn kín. Thân vũ khí được chế tạo bằng nhôm và sợi thủy tinh đúc, đồng thời có lớp cách nhiệt bằng cao su xốp giữa đầu đạn và vỏ. Đồng hồ hẹn giờ được phủ lớp tritium-phosphor hát sáng trong bóng tối. Vũ khí cũng có thể được cài đặt ở dưới mặt nước với bộ phận điều khiển gắn ngoài.
Bom B54 Mod 2 bắt đầu được sản xuất từ tháng Sáu năm 1965. Vũ khí này có kích thước tương đương với phiên bản trước đó nhưng có trọng lượng là 70 pound (32 kg).
Đương lượng nổ của vũ khí là khoảng từ 10 đến 1.000 tấn TNT (42 đến 4.184 GJ).

## Sử dụng

### Trong tấn công
Vũ khí ADM có khả năng được sử dụng trong các chiến dịch phòng thủ và tấn công.
Với chiến dịch tấn công, hệ thống vũ khí ADM được mô tả là có thể sử dụng để cải thiện tình hình ở cánh và phía sau đơn vị quân phòng thủ, chuẩn bị phản công.

### Sử dụng trong phòng thủ
Hướng dẫn sử dụng ADM cũng mô tả vũ khí này có khả năng sử dụng trong các chiến dịch công binh. Các mục tiêu khả dĩ là cầu, đập, kênh, đường băng, đường tay tàu hỏa, các cơ sở công nghiệp và các nhà máy điện.

### Bibliography
- Employment of Atomic Demolition Munitions (ADM) (PDF) (Báo cáo). Headquarters, Department of the Army. tháng 8 năm 1971. FM 5-26.
- History of the Mk 54 Weapon (Báo cáo). Sandia National Labs. tháng 2 năm 1968. Lưu trữ bản gốc ngày 22 tháng 5 năm 2021. Truy cập ngày 4 tháng 6 năm 2021.

## Link ngoài
- SADM Delivery by Parachutist/Swimmer (Special Atomic Demolition Munition) Film Clip (full film)
- image of the SADM
- Foreign Policy Article on mission types and personnel
- ADM Web Page